# American Enterprise Institute
Het American Enterprise Institute for Public Policy Research, kortweg American Enterprise Institute of AEI, is een Amerikaanse denktank opgericht in 1943.
Het American Enterprise Institute is een conservatieve en neoconservatieve denktank. Het streeft naar een afgeslankte overheid, een vrije markt en een krachtige buitenlandse politiek. Zeker sinds de verkiezing van George W. Bush tot president van de Verenigde Staten in 2000 is deze denktank zeer invloedrijk geworden. Voor financiering is deze denktank afhankelijk van bedrijven, stichtingen en particulieren. Invloedrijke medewerkers van deze denktank zijn onder andere Lynne Cheney (echtgenote van Dick Cheney), David Frum, Newt Gingrich en Radek Sikorski. Deze laatste is na een succesvolle carrière in het AEI en het New Atlantic Initiative minister van defensie van Polen geworden.
In mei 2006 maakte Ayaan Hirsi Ali bekend te gaan werken aan het instituut. In juli 2007 werd bekend dat de in opspraak geraakt oud-president van de Wereldbank, Paul Wolfowitz, hoogleraar wordt bij het instituut.

## Critical Threats Project
In 2009 werd het Critical Threats Project (CTP) opgezet, omdat volgens het Instituut de internationale veiligheidssituatie snel verslechtert, en de VS niet louter defensief kan afwachten. Het Project “heeft als doel beleidsmakers, inlichtingendiensten, militaire instanties en geïnteresseerde burgers genuanceerd te informeren inzake bedreigingen voor de veiligheid van Amerika en onze bondgenoten.” Op basis van niet-geclassificeerde informatie worden daartoe doorlopend evaluaties opgesteld, en “niet-partijgebonden” actieplannen voorgesteld. Het Project werkt samen met het Institute for the Study of War. 

## Financiering
Noch het Instituut, noch het CTP-Project, krijgen subsidies van de overheid. AEI heeft voor meer dan 30 miljoen dollar in giften ontvangen van onder meer de volgende organisaties:
- The Lynde and Harry Bradley Foundation, Inc.
- Castle Rock Foundation
- Coors
- Earhart Foundation
- JM Foundation
- Microsoft Corporation[2]
- Philip M. McKenna Foundation, Inc.
- John M. Olin Foundation, Inc.
- Sarah Scaife Foundation
- Scaife Family Foundation
- Smith Richardson Foundation